# بروس وليامز
بروس وليامز (بالإنجليزية: Bruce Williams)‏ (و. ديسمبر 1876  م) هو لاعب رماية كندي، ولد في نوفا سكوشا، شارك في الألعاب الأولمبية الصيفية 1908، وShooting at the 1908 Summer Olympics – Men's military rifle, team ‏.

## روابط خارجية
- بروس وليامز على موقع اللجنة الأولمبية الدولية (الإنجليزية)
- بروس وليامز على موقع أوليمبيديا (الإنجليزية)
- بروس وليامز على موقع اللجنة الأولمبية الكندية (الإنجليزية)